# Заблоце (Ласький повіт)
Заблоце (пол. Zabłocie) — село в Польщі, у гміні Відава Ласького повіту Лодзинського воєводства.
Населення — 74 особи (2011).
У 1975—1998 роках село належало до Серадзького воєводства.

## Демографія
Демографічна структура станом на 31 березня 2011 року:
|          | Загалом | Допрацездатний вік | Працездатний вік | Постпрацездатний вік |
| -------- | ------- | ------------------ | ---------------- | -------------------- |
| Чоловіки | 32      | 6                  | 23               | 3                    |
| Жінки    | 42      | 5                  | 19               | 18                   |
| Разом    | 74      | 11                 | 42               | 21                   |